# 筑紫もち

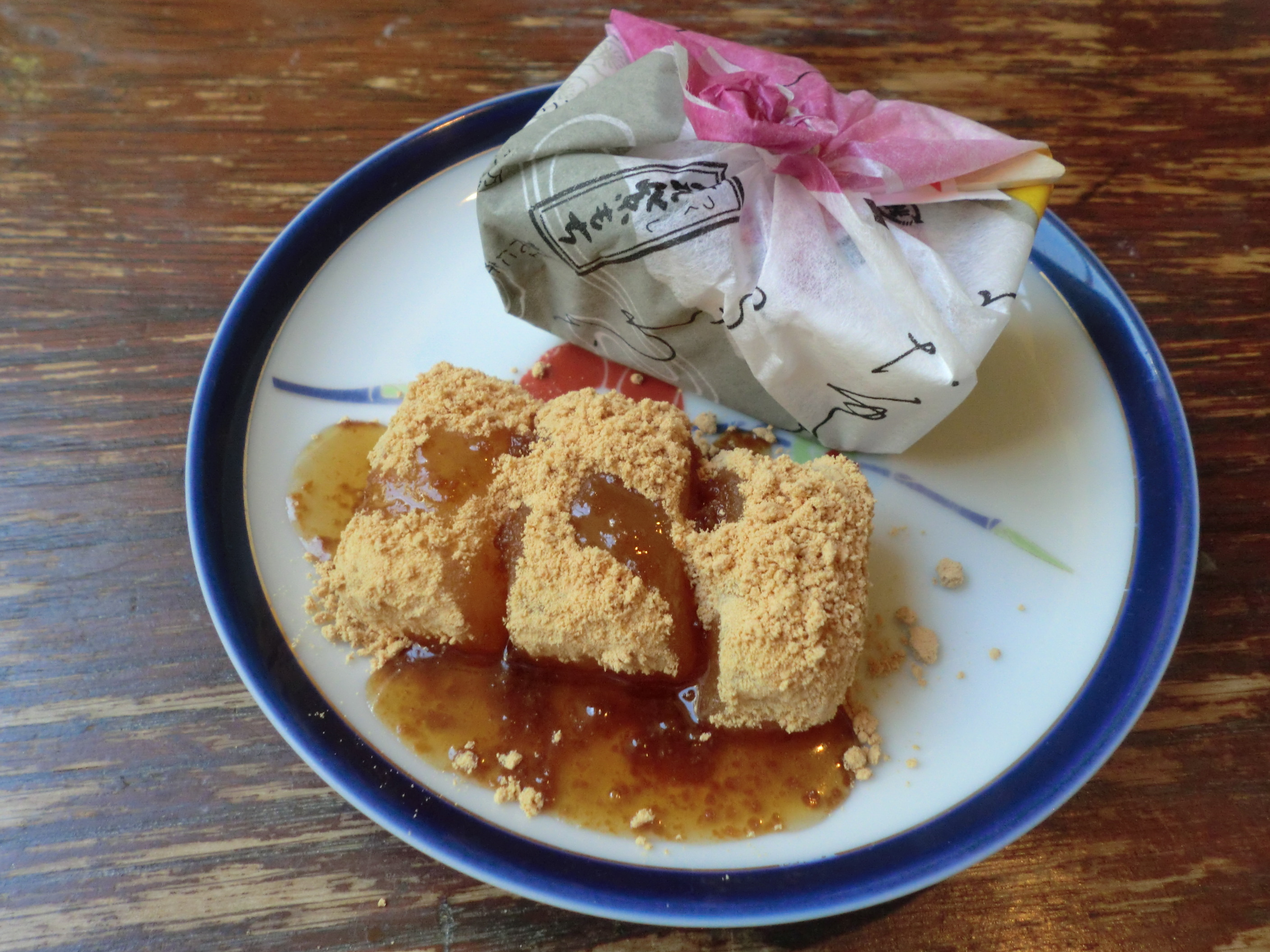
黒蜜をかけた筑紫もち

筑紫もち（つくしもち）は、福岡県福岡市博多区に所在する株式会社如水庵が製造している土産菓子・和菓子である。

## 特徴
親指大の餅に、きな粉をまぶした餅菓子で、黒蜜をかけて食べる。博多しぼり風の小さな風呂敷の様な包み紙で一つ一つ包装されている。
和菓子としては珍しく、モンドセレクションの国際優秀品質賞を6年連続で受賞している。

## 歴史
筑紫もちの起源は社長の森恍次郎が幼い頃三潴郡蒲池村（現:柳川市）にあった母方の実家で食べた、祖母のきなこ餅にあるという。このきなこ餅は焼いた餅を一度湯に浸し、柔らかくなった餅にきな粉と砕いた黒砂糖をまぶしたものであったという。
その後、1977年（昭和52年）に森は祖母のきなこ餅をヒントに「筑紫もち」を開発するが、その際「筑紫」の読み方について調査を行い、万全を期すために郷土史家の筑紫豊にも相談した。その結果、古事記や日本書紀には「つくし」と表記されていること、多くの地域では「つくし」と発音することから公式な読みは「つくしもち」に決定され、同年4月28日に筑紫もちは発売された。ただし、地元では「筑紫」を「ちくし」と発音するため、如水庵は「ちくしもち」も正式な読みであるとしている。

## テレビCM
1999年（平成11年）から、筑紫もちに使われているもち米を生産している佐賀県の夫婦が収穫の終わった田で歌うテレビCM「筑紫もち生産者編」が放送されてきた。2023年（令和5年）8月にリメイクされ、同じ夫婦が孫と一緒に歌うテレビCMの放送が始まった。